# Rhinocypha cucullata
Rhinocypha cucullata – gatunek ważki z rodziny Chlorocyphidae.